# Australiens Grand Prix 2015
Australiens Grand Prix 2015, officiellt 2015 Formula 1 Rolex Australian Grand Prix, var en Formel 1-tävling som hölls den 15 mars 2015 på Albert Park Circuit i Melbourne, Australien. Det var den första tävlingen av Formel 1-säsongen 2015 och kördes över 58 varv. Vinnare av loppet blev Lewis Hamilton för Mercedes, tvåa blev Nico Rosberg, även han för Mercedes, och trea blev Sebastian Vettel för Ferrari. 
Marcus Ericsson tog här sina första VM-poäng i Formel 1-karriären. Detta innebar att en svensk för första gången på 25 år tog poäng i ett Formel 1-lopp. Max Verstappen debuterade i detta lopp endast 17 år gammal.

## Kvalet
| KR. | Nr | Förare            | Konstruktör          | Q1        | Q2       | Q3       | Grid |
| --- | -- | ----------------- | -------------------- | --------- | -------- | -------- | ---- |
| 1   | 44 | Lewis Hamilton    | Mercedes             | 1.28,586  | 1.26,894 | 1.26,327 | 1    |
| 2   | 6  | Nico Rosberg      | Mercedes             | 1.28,906  | 1.27,097 | 1.26,921 | 2    |
| 3   | 19 | Felipe Massa      | Williams-Mercedes    | 1.29,246  | 1.27,895 | 1.27,718 | 3    |
| 4   | 5  | Sebastian Vettel  | Ferrari              | 1.29,307  | 1.27,742 | 1.27,757 | 4    |
| 5   | 7  | Kimi Räikkönen    | Ferrari              | 1.29,754  | 1.27,807 | 1.27,790 | 5    |
| 6   | 77 | Valtteri Bottas   | Williams-Mercedes    | 1.29,641  | 1.27,796 | 1.28,087 | 6    |
| 7   | 3  | Daniel Ricciardo  | Red Bull-Renault     | 1.29,788  | 1.28,679 | 1.28,329 | 7    |
| 8   | 55 | Carlos Sainz, Jr. | Toro Rosso-Renault   | 1.29,597  | 1.28,601 | 1.28,510 | 8    |
| 9   | 8  | Romain Grosjean   | Lotus-Mercedes       | 1.29,537  | 1.28,589 | 1.28,560 | 9    |
| 10  | 13 | Pastor Maldonado  | Lotus-Mercedes       | 1.29,847  | 1.28,726 | 1.29,480 | 10   |
| 11  | 12 | Felipe Nasr       | Sauber-Ferrari       | 1.30,430  | 1.28,800 |          | 11   |
| 12  | 33 | Max Verstappen    | Toro Rosso-Renault   | 1.29,248  | 1.28,868 |          | 12   |
| 13  | 26 | Daniil Kvyat      | Red Bull-Renault     | 1.30,402  | 1.29,070 |          | 13   |
| 14  | 27 | Nico Hülkenberg   | Force India-Mercedes | 1.29,651  | 1.29,208 |          | 14   |
| 15  | 11 | Sergio Pérez      | Force India-Mercedes | 1.29,990  | 1.29,209 |          | 15   |
| 16  | 9  | Marcus Ericsson   | Sauber-Ferrari       | 1.31,376  |          |          | 16   |
| 17  | 22 | Jenson Button     | McLaren-Honda        | 1.31,422  |          |          | 17   |
| 18  | 20 | Kevin Magnussen   | McLaren-Honda        | 1.32,037  |          |          | 18   |
| DNQ | 28 | Will Stevens      | Marussia-Ferrari     | Ingen tid |          |          | —    |
| DNQ | 98 | Roberto Merhi     | Marussia-Ferrari     | Ingen tid |          |          | —    |

| Vidare från första kvalrundan ▬▬ Vidare från andra kvalrundan ▬▬ |

## Loppet
| Pos. | Nr | Förare            | Konstruktör          | Varv | Tid          | Grid | P  |
| ---- | -- | ----------------- | -------------------- | ---- | ------------ | ---- | -- |
| 1    | 44 | Lewis Hamilton    | Mercedes             | 58   | 1:31.54,067  | 1    | 25 |
| 2    | 6  | Nico Rosberg      | Mercedes             | 58   | +1,360       | 2    | 18 |
| 3    | 5  | Sebastian Vettel  | Ferrari              | 58   | +34,523      | 4    | 15 |
| 4    | 19 | Felipe Massa      | Williams-Mercedes    | 58   | +38,196      | 3    | 12 |
| 5    | 12 | Felipe Nasr       | Sauber-Ferrari       | 58   | +1.35,149    | 11   | 10 |
| 6    | 3  | Daniel Ricciardo  | Red Bull-Renault     | 57   | +1 varv      | 7    | 8  |
| 7    | 27 | Nico Hülkenberg   | Force India-Mercedes | 57   | +1 varv      | 14   | 6  |
| 8    | 9  | Marcus Ericsson   | Sauber-Ferrari       | 57   | +1 varv      | 16   | 4  |
| 9    | 55 | Carlos Sainz, Jr. | Toro Rosso-Renault   | 57   | +1 varv      | 8    | 2  |
| 10   | 11 | Sergio Pérez      | Force India-Mercedes | 57   | +1 varv      | 15   | 1  |
| 11   | 22 | Jenson Button     | McLaren-Honda        | 56   | +2 varv      | 17   |    |
| Ret  | 7  | Kimi Räikkönen    | Ferrari              | 40   | Hjul         | 5    |    |
| Ret  | 33 | Max Verstappen    | Toro Rosso-Renault   | 32   | Motorenhet   | 12   |    |
| Ret  | 8  | Romain Grosjean   | Lotus-Mercedes       | 1    | Motorenhet   | 9    |    |
| Ret  | 13 | Pastor Maldonado  | Lotus-Mercedes       | 0    | Kollision    | 10   |    |
| DNS  | 26 | Daniil Kvyat      | Red Bull-Renault     | 0    | Startade eja | 13   |    |
| DNS  | 20 | Kevin Magnussen   | McLaren-Honda        | 0    | Startade eja | 18   |    |
| DNS  | 77 | Valtteri Bottas   | Williams-Mercedes    | 0    | Startade ejb | 6    |    |

| Förare och stall som tog poäng ▬▬ |

- ^a  – Daniil Kvyat och Kevin Magnussen bröt redan på utvarvet från depån på väg till startgriden.[1]
- ^b  – Valtteri Bottas fick tävlingsförbud av FIA:s medicinska delegat på grund av en ryggskada han fick känningar av under lördagens kval.[2]

## Ställning efter loppet
| Pos. | Förare           | Poäng |
| ---- | ---------------- | ----- |
| 1    | Lewis Hamilton   | 25    |
| 2    | Nico Rosberg     | 18    |
| 3    | Sebastian Vettel | 15    |
| 4    | Felipe Massa     | 12    |
| 5    | Felipe Nasr      | 10    |

| Pos. | Konstruktör       | Poäng |
| ---- | ----------------- | ----- |
| 1    | Mercedes          | 43    |
| 2    | Ferrari           | 15    |
| 3    | Sauber-Ferrari    | 14    |
| 4    | Williams-Mercedes | 12    |
| 5    | Red Bull-Renault  | 8     |

- Notering: Endast de fem bästa placeringarna i vardera mästerskap finns med på listorna.